# Rimbez-et-Baudiets
Rimbez-et-Baudiets è un comune francese di 100 abitanti situato nel dipartimento delle Landes nella regione della Nuova Aquitania.

## Società

### Evoluzione demografica
Abitanti censiti